# لورا أونسورث
لورا أونسورث (مواليد 8 مارس 1988) هي لاعبة هوكي حقل إنجليزية، حصلت على الميدالية الذهبية والبروزنية مع منتخب بريطانيا العظمى في أولمبياد 2016 و2020 على التوالي.

## وصلات خارجية
- لورا أونسورث على موقع الاتحاد الدولي للهوكي (الإنجليزية)
- لورا أونسورث على موقع اللجنة الأولمبية الدولية (الإنجليزية)
- لورا أونسورث على موقع أوليمبيديا (الإنجليزية)
- لورا أونسورث على موقع اللجنة الأولمبية البريطانية (الإنجليزية)
- لورا أونسورث على موقع اتحاد ألعاب الكومنولث (مؤرشف) (الإنجليزية)